# Las Puertas, Jalisco
Las Puertas är en ort i Mexiko.   Den ligger i kommunen Zapotlanejo och delstaten Jalisco, i den centrala delen av landet, 400 km väster om huvudstaden Mexico City. Las Puertas ligger 1 637 meter över havet och antalet invånare är 136.
Terrängen runt Las Puertas är platt åt nordost, men åt sydväst är den kuperad. Runt Las Puertas är det ganska tätbefolkat, med 83 invånare per kvadratkilometer. Närmaste större samhälle är Zapotlanejo, 12,4 km sydväst om Las Puertas. I omgivningarna runt Las Puertas växer huvudsakligen savannskog.